# Elachista
Elachista är ett släkte av fjärilar som beskrevs av Georg Friedrich Treitschke 1833. Elachista ingår i familjen gräsmalar, Elachistidae.

## Dottertaxa tillElachista, i alfabetisk ordning[1][2]
- Elachista abiskoella Bengtsson, 1977, Abiskogräsmal
- Elachista absaroka Kaila, 1996
- Elachista acenteta Braun, 1948
- Elachista achlyodes Kaila, 2017
- Elachista achrantella Kaila, 1997
- Elachista acutella Kaila, 2003
- Elachista adempta Braun, 1948
- Elachista adianta Kaila, 1997
- Elachista adscitella Stainton, Älväxingsgräsmal
- Elachista adunca Sruoga, 2010
- Elachista aepsera Kaila, 2011
- Elachista aerinella Kaila, 1999
- Elachista aeruginosa Parenti, 1981
- Elachista afghana Parenti, 1981
- Elachista agelensis Traugott-Olsen, 1996
- Elachista agilis Braun, 1921
- Elachista alacera Kaila, 2011
- Elachista alampeta Kaila, 2011
- Elachista albicapilla Höfner, 1918
- Elachista albicapitella Engel, 1907
- Elachista albidella Tengström, 1847, Tuvsävsgräsmal
- Elachista albiflavidella (Bruand, 1849)
- Elachista albifrontella (Hübner, 1817) Vithövdad gräsmal
- Elachista albisquamella Zeller, 1877
- Elachista albrechti Kaila, 1998
- Elachista alicanta Kaila, 2005
- Elachista alpinella Stainton, 1854, Fuktängsgräsmal
- Elachista altaica (Sinev, 1998)
- Elachista aluta Kaila, 2011
- Elachista amamii Parenti, 1983
- Elachista ameteria Kaila, 2018
- Elachista amideta Braun, 1948
- Elachista amrodella Kaila, 1999
- Elachista amseli Rebel, 1933
- Elachista anagna Kaila, 1997
- Elachista anatoliensis Traugott-Olsen, 1990
- Elachista andorraensis Traugott-Olsen, 1988
- Elachista angularis (Braun, 1918)
- Elachista anitella Traugott-Olsen, 1985
- Elachista anolba Kaila, 2011
- Elachista anserinella Zeller, 1839, Gulmarmorerad gräsmal
- Elachista anserinelloides Nel, 2003
- Elachista antipetra Meyrick, 1922
- Elachista antipodensis (Dugdale, 1971)
- Elachista antonia Kaila, 2007
- Elachista aphyodes Kaila, 1997
- Elachista apicipunctella Stainton, Större silverpunktsgräsmal
- Elachista apina Kaila, 1997
- Elachista aposematica Kaila, 2011
- Elachista aranella Kaila, 1999
- Elachista archaeonoma Meyrick, 1889
- Elachista arcuata Sruoga & Rocienè, 2018
- Elachista arduella Kaila, 2003
- Elachista aredhella Kaila, 1999
- Elachista arena Kaila, 1997
- Elachista arenbergeri Traugott-Olsen, 1988
- Elachista argentella Clerck, 1759, Silvergräsmal
- Elachista argentifasciella Höfner, 1898
- Elachista argentosa Braun, 1920
- Elachista argillacea Kaila, 1997
- Elachista aridella Heinemann, 1854
- Elachista aristoteliella Kaila, 1999
- Elachista arta Kaila, 2015
- Elachista arthadella Kaila, 1999
- Elachista arundinella Duponchel, 1850
- Elachista ascidiella Kaila, 2011
- Elachista asiatica (Sinev, 1998)
- Elachista asperae Kaila, 2011
- Elachista aspila Kaila, 1997
- Elachista athroa Kaila, 2017
- Elachista atricomella Stainton, 1849, Svarthövdad gräsmal
- Elachista atrisquamosa Staudinger, 1880
- Elachista aurita Kaila, 2011
- Elachista aurocristata Braun, 1921
- Elachista austera Kaila, 2015
- Elachista averta Kaila, 2011
- Elachista baikalica Kaila, 1992
- Elachista baldizzonei Traugott-Olsen, 1996
- Elachista baltica Hering, 1891, Gråsvingelsgräsmal
- Elachista bassii Parenti, 2006
- Elachista bazaensis Traugott-Olsen, 1990
- Elachista bedellella (Sircom, 1848), Grå vitspetsgräsmal
- Elachista beltira Kaila, 2000
- Elachista beorella Kaila, 1999
- Elachista beothucella Kaila, 1996
- Elachista beriga Kaila, 2000
- Elachista berndtiella Traugott-Olsen, 1985
- Elachista biatomella (Stainton, 1848), Slankstarrsgräsmal
- Elachista bicingulella Sruoga, 1992
- Elachista bidens Kaila, 2011
- Elachista bifasciella Treitschke, 1833, Dubbelbandad gräsmal
- Elachista bifurcatella (Sinev & Sruoga, 1995)
- Elachista bigorrensis Traugott-Olsen, 1990
- Elachista bilobella Kaila, 2011
- Elachista bimaculata Parenti, 1981
- Elachista bisetella Sinev & Sruoga, 1995
- Elachista bisulcella (Duponchel, 1843), Bergrörsgräsmal
- Elachista boursini Amsel, 1952
- Elachista brachyelytrifoliella Clemens, 1864
- Elachista brachyplectra Meyrick, 1921
- Elachista brachypterella Klimesch, 1990
- Elachista bregorella Kaila, 1999
- Elachista brevis Sruoga & De Prins, 2009
- Elachista bromella Chrétien, 1915
- Elachista bruuni Traugott-Olsen, 1990, Dyngräsmal
- Elachista buszkoi Sruoga & Kaila, 2019
- Elachista caelebs Meyrick, 1933
- Elachista caliginosa Parenti, 1983
- Elachista calusella Kaila, 1996
- Elachista camilla Kaila, 2007
- Elachista campsella Kaila, 2011
- Elachista cana Braun, 1920
- Elachista canapennella (Hübner, 1813), Gråvingegräsmal
- Elachista canariella Nielsen & Traugott-Olsen, 1987
- Elachista candidella Sruoga & Sinev, 2017
- Elachista canis Parenti, 1983
- Elachista capricornis Sruoga & Kaila, 2019
- Elachista caranthirella Kaila, 1999
- Elachista carcharota Kaila, 2011
- Elachista cardiaca Kaila, 2017
- Elachista catagma Kaila, 2011
- Elachista catalana Parenti, 1978
- Elachista catarata Meyrick, 1897
- Elachista celegormella Kaila, 1999
- Elachista cerasella Kaila, 1996
- Elachista ceratiola Kaila, 2011
- Elachista cerebrosella Kaila, 2011
- Elachista cerina Kaila, 2011
- Elachista cerrita Kaila, 2011
- Elachista chamaea Kaila, 2003
- Elachista chelonitis Meyrick, 1914
- Elachista chilotera Kaila, 2011
- Elachista chionella Mann, 1861
- Elachista chloropepla Meyrick, 1897
- Elachista christenseni Traugott-Olsen, 2000
- Elachista chrysodesmella Zeller, 1850, Gulbandsgräsmal
- Elachista chukotica Kaila, 2015
- Elachista cicadella Kaila, 1999
- Elachista ciliigera Kaila, 1996
- Elachista cinereopunctella (Haworth, 1828), Snedpunktsgräsmal
- Elachista cingillella (Herrich-Schäffer, 1855), Skarpbandsgräsmal
- Elachista cirrhoplica Kaila, 2012
- Elachista cisoria Kaila, 2018
- Elachista citrina Kaila, 2011
- Elachista clivella Kaila, 2015
- Elachista coalita Kaila, 2011
- Elachista collitella (Duponchel, 1842)
- Elachista coloratella Sinev & Sruoga, 1995
- Elachista commoncommelinae Kaila, 2011
- Elachista compsa Traugott-Olsen, 1974, Lundsloksgräsmal
- Elachista concubia Kaila, 2017
- Elachista conferta Kaila, 2017
- Elachista confirmata Meyrick, 1931
- Elachista conidia Kaila, 1997
- Elachista coniophora Braun, 1948
- Elachista consortella Stainton, 1828, Sandgräsmal
- Elachista conspecta Sruoga, 2022
- Elachista constitella Frey
- Elachista contaminatella Zeller, 1847
- Elachista controversa Braun, 1923
- Elachista corbicula Kaila, 2011
- Elachista cordata Sruoga & De Prins, 2011
- Elachista corneola Kaila, 2011
- Elachista cornuta Parenti, 1981
- Elachista cornutifera (Sruoga, 1995)
- Elachista corsicana (Tautel & Nel, 2010)
- Elachista cottiella Kaila & Huemer, 2024
- Elachista crenatella Kaila, 2011
- Elachista cretula Kaila, 2011
- Elachista crocogastra Meyrick, 1908
- Elachista crocospila Kaila, 2011
- Elachista crumilla Kaila, 2011
- Elachista cucullata Braun, 1926
- Elachista cultella Kaila, 2018
- Elachista curonensis Traugott-Olsen, 1990
- Elachista cursa Kaila, 2011
- Elachista curufinella Kaila, 1999
- Elachista cyanea Kaila, 2011
- Elachista cycotis Meyrick, 1897
- Elachista cylistica Kaila, 2011
- Elachista cynopa Meyrick, 1897
- Elachista daeronella Kaila, 1999
- Elachista dagnirella Kaila, 1999
- Elachista dalmatiensis Traugott-Olsen, 1992
- Elachista dasycara Kaila, 1999
- Elachista deceptricula Staudinger, 1880
- Elachista deficiens Meyrick, 1922
- Elachista delira Kaila, 2011
- Elachista delocharis Meyrick, 1932
- Elachista densa Parenti, 1981
- Elachista derbendi Parenti, 1981
- Elachista deresyensis Traugott-Olsen, 1988
- Elachista deriventa Kaila & Mutanen, 2008, Tidig piprörsgräsmal
- Elachista deusta Kaila, 2011
- Elachista devexella Kaila, 2003
- Elachista diederichsiella Hering, 1889, Hässlebroddsgräsmal
- Elachista dieropa Kaila, 2011
- Elachista differens Parenti, 1978
- Elachista diligens Kaila, 2011
- Elachista dilobates Kaila, 2017
- Elachista dimicatella Rebel, 1903
- Elachista diodia Kaila, 2015
- Elachista diorella Kaila, 1999
- Elachista discina Kaila, 2011
- Elachista disemiella Zeller, 1847
- Elachista dispilella Zeller, 1839, Fårsvingelgräsmal
- Elachista dispunctella (Duponchel, 1843)
- Elachista dissona Kaila, 1997
- Elachista distigmatella Frey, 1859, Tvåpunktsgräsmal
- Elachista dolabella Kaila, 1999
- Elachista donia Kaila, 2000
- Elachista dorinda Kaila, 2007
- Elachista drenovoi Parenti, 1981
- Elachista drepanella Kaila, 2018
- Elachista dubitella Sinev & Sruoga, 1995
- Elachista dulcinella Kaila, 1999
- Elachista dumosa Parenti, 1981
- Elachista effusi Kaila, 2011
- Elachista eilinella Kaila, 1999
- Elachista elaphria Kaila, 2011
- Elachista elegans Frey, 1859, Sen piprörsgräsmal
- Elachista elegantella Morris, 1870
- Elachista eleochariella Stainton, 1851, Ängsullsgräsmal
- Elachista elksourensis Kaila, 2005
- Elachista elsaella Traugott-Olsen, 1988, Pudergräsmal
- Elachista enaula Kaila, 2015
- Elachista encumeadae Kaila & Karsholt, 2002
- Elachista endobela Meyrick, 1926
- Elachista enitescens Braun, 1926
- Elachista enochra Kaila, 2011
- Elachista ensifera Kaila, 2011
- Elachista epartica Kaila, 2011
- Elachista epemba Kaila, 2015
- Elachista epicaeria (Diakonoff, 1955)
- Elachista epimicta Braun, 1948
- Elachista erebophthalma Meyrick, 1897
- Elachista eriodes Kaila, 2011
- Elachista ermolenkoi Sinev & Sruoga, 1995
- Elachista eskoi Kyrki & Karvonen, 1985, Strandgräsmal
- Elachista esmeralda Kaila, 1992
- Elachista essymena Kaila, 2011
- Elachista etorella Kaila, 2011
- Elachista eurychora (Meyrick, 1919)
- Elachista eutherma Kaila, 2011
- Elachista evexa Kaila, 2011
- Elachista exactella (Herrich-Schäffer, 1855), Kruståtelsgräsrmal
- Elachista exaula Meyrick, 1888
- Elachista excelsicola Braun, 1948, Parasgräsmal
- Elachista exigua Parenti, 1978
- Elachista faberella Kaila, 2011
- Elachista falaxella Sinev & Sruoga, 1995
- Elachista falirakiensis Traugott-Olsen, 2000
- Elachista fasciola Parenti, 1983
- Elachista festina Kaila, 2011
- Elachista festucicolella Zeller, 1853
- Elachista filicornella Kaila, 1992
- Elachista filiphila Kaila, 2011
- Elachista finarfinella Kaila, 1999
- Elachista flammeaepennella (Costa, 1836)
- Elachista flammula Kaila, 2011
- Elachista flavescens Parenti, 1981
- Elachista flavicilia Kaila, 2011
- Elachista flavicomella Stainton, 1856
- Elachista floccella Kaila, 2011
- Elachista freyerella (Hübner, 1825), Gröegräsmal
- Elachista fucosa Meyrick, 1922
- Elachista fugax Kaila, 2017
- Elachista fulgens Parenti, 1983
- Elachista fuliginea Braun, 1948
- Elachista fumosella Sinev & Sruoga, 1995
- Elachista fuscibasella Chrétien, 1915
- Elachista fuscofrontella Sruoga, 1990
- Elachista galactitella (Eversmann, 1840)
- Elachista galadella Kaila, 1999
- Elachista galatheae (Viette, 1954)
- Elachista galbina Kaila, 2012
- Elachista gangabella Zeller, 1850, Lundskaftingsgräsmal
- Elachista gemadella Kaila, 2011
- Elachista geminatella (Herrich-Schäffer, 1855), Fältfrylegräsmal
- Elachista gerasimovi Sruoga, 2000
- Elachista gerasmia Meyrick, 1888
- Elachista gibbera Kaila, 2003
- Elachista gildorella Kaila, 1999
- Elachista gilvula Kaila, 2012
- Elachista gladiatrix Kaila, 2011
- Elachista gladiograpta Kaila, 2011
- Elachista glaserella Traugott-Olsen, 2000
- Elachista glaseri Traugott-Olsen, 1992
- Elachista gleichenella (Fabricius, 1781), Glänsande frylegräsmal
- Elachista glenni Kaila, 1996
- Elachista glomerella Kaila, 2011
- Elachista glossina Kaila, 2011
- Elachista gorlimella Kaila, 1999
- Elachista gormella Nielsen & Traugott-Olsen, 1987
- Elachista graeca Parenti, 2002
- Elachista grandella Traugott-Olsen, 1992
- Elachista grandiferella Sruoga, 1992
- Elachista granosa Kaila, 1997
- Elachista gravasta Kaila, 2015
- Elachista griseella (Duponchel, 1843)
- Elachista griseicornis Meyrick, 1932
- Elachista griseola Diakonoff, 1955
- Elachista grotenfelti Kaila & Mutanen, 2012
- Elachista gruenewaldi Parenti, 2002
- Elachista guilinella Kaila, 1999
- Elachista gypsophila Meyrick, 1911
- Elachista habrella Kaila, 2011
- Elachista haldarella Kaila, 1999
- Elachista hedemanni Rebel, 1899
- Elachista hedionella Kaila, 1999
- Elachista heinemanni Frey, 1870
- Elachista helia Kaila & Sruoga, 2014
- Elachista helodella Kaila, 1999
- Elachista helonoma Meyrick, 1888
- Elachista helvola Kaila, 2011
- Elachista herbigrada Braun, 1925
- Elachista heringi Rebel, 1899
- Elachista herrichii Frey, 1859
- Elachista heteroplaca Meyrick, 1934
- Elachista hiranoi Sugisima, 2005
- Elachista hispanica Traugott-Olsen, 1992
- Elachista holdgatei (Bradley, 1965)
- Elachista hololeuca Braun, 1948
- Elachista hookeri (Dugdale, 1971)
- Elachista humilis Zeller, 1850, Tuvtåtelsgräsmal
- Elachista huron Kaila, 1996
- Elachista ibericella Traugott-Olsen, 1995
- Elachista ibunella Kaila, 1999
- Elachista ictera Kaila, 2011
- Elachista ievae Sruoga, 2008
- Elachista igaloensis Amsel, 1951
- Elachista ignicolor Kaila, 2011
- Elachista ilicrina Falkovitsh, 1986
- Elachista illectella (Clemens, 1860)
- Elachista illota Kaila, 2011
- Elachista imatrella Von Schantz, 1971, Östlig gräsmal
- Elachista impiger Kaila, 2011
- Elachista implana Kaila, 2015
- Elachista inaudita Braun, 1927
- Elachista indigens Kaila, 2011
- Elachista indisella Kaila, 1999
- Elachista infamiliaris Gozmány, 1957
- Elachista infuscata Frey, 1882
- Elachista inopina Kaila, 1997
- Elachista inornatella Chambers, 1875
- Elachista inscia (Meyrick, 1913)
- Elachista ipirosella Kaila, 2015
- Elachista irenae Buszko, 1989
- Elachista irenella Costa, 1836
- Elachista iriphaea (Meyrick, 1932)
- Elachista irrorata Braun, 1920
- Elachista ischnella Kaila, 1997
- Elachista istanella Nielsen & Traugott-Olsen, 1987
- Elachista ithygramma Meyrick, 1910
- Elachista japonica Parenti, 1983
- Elachista jaskai Kaila, 1998
- Elachista jordanella Amsel, 1935
- Elachista jubarella Kaila, 2011
- Elachista juliensis Frey, 1870
- Elachista jupiter Sugisima, 2005
- Elachista justificata Meyrick, 1926
- Elachista kabuli Parenti, 1981
- Elachista kakamegensis Sruoga & De Prins, 2009
- Elachista kalki Parenti, 1978
- Elachista karsticola Varenne & Nel, 2018
- Elachista kasyi Parenti, 1981
- Elachista kaszabi Parenti, 1991
- Elachista kebneella (Traugott-Olsen & Nielsen, 1977), Fjällgräsmal
- Elachista kherana Kaila, 2000
- Elachista kilmunella Stainton, 1849, Myrgräsmal
- Elachista kleini Amsel, 1935
- Elachista kobomugi Sugisima, 1999
- Elachista kopetdagica Sruoga, 1990
- Elachista krogeri Svensson, 1976, Älvgräsmal
- Elachista ksarella Chrétien, 1908
- Elachista kurokoi Parenti, 1983
- Elachista lachnella Kaila, 2011
- Elachista ladiniella Hartig, 1938
- Elachista laetella Rebel, 1930
- Elachista lambeseella Nielsen & Traugott-Olsen, 1987
- Elachista lamina Braun, 1948
- Elachista laquaeorum (Dugdale, 1971)
- Elachista lastrella Chrétien, 1896
- Elachista lata Sruoga, 2010
- Elachista latebrella Sinev & Sruoga, 1995
- Elachista laterina Kaila, 2011
- Elachista laterotis Kaila, 2015
- Elachista latipenella Sinev & Budashkin, 1991
- Elachista laurii Bidzilya & Budashkin, 2016
- Elachista laurikailai Varenne & Nel, 2020
- Elachista laxa Sruoga, 2010
- Elachista leifi Kaila & Kerppola, 1992, Större kärrgräsmal
- Elachista lenape Kaila, 1996
- Elachista leucastra (Meyrick, 1906)
- Elachista leucofrons Braun, 1920
- Elachista leucosoma Meyrick, 1922
- Elachista leucosticta Braun, 1948
- Elachista leucosyrma (Meyrick, 1932)
- Elachista levasi Sruoga, 1998
- Elachista levipes Kaila, 2011
- Elachista ligula Kaila, 2011
- Elachista liskai Kaila, 2011
- Elachista listrionea Kaila, 2011
- Elachista litharga Kaila, 2011
- Elachista littoricola Le Marchand, 1938, Kvickrotsgräsmal
- Elachista loeiensis Sruoga & Kaila, 2019
- Elachista lomionella Kaila, 1997
- Elachista longispina Sruoga & De Prins, 2009
- Elachista lopadina Kaila, 2011
- Elachista loriella Kaila, 1997
- Elachista lorigera (Meyrick, 1921)
- Elachista louisella Kaila, 1997
- Elachista lugdunensis Frey, 1859, Ljus vitspetsgräsmal
- Elachista lurida Kaila, 1997
- Elachista luticomella Zeller, 1839, Gulhövdad gräsmal
- Elachista maboulella Chrétien, 1915
- Elachista macrocerella Costa, 1834
- Elachista maculata Parenti, 1978
- Elachista maculicerusella (Bruand, 1859), Rörflensgräsmal
- Elachista maculosa Parenti, 1981
- Elachista maculoscella (Clemens, 1860)
- Elachista maculosella Chrétien, 1896
- Elachista madarella (Clemens, 1860)
- Elachista magidina Kaila, 2011
- Elachista maglorella Kaila, 1999
- Elachista marachella Kaila, 1999
- Elachista marginata Sruoga, 2022
- Elachista maritimella McDunnough, 1942
- Elachista martinii Hofmann, 1898
- Elachista marusiki Kaila, 2018
- Elachista megagnathos Sruoga, 1990
- Elachista melancholica Frey
- Elachista melanthes (Meyrick, 1887)
- Elachista melanura Meyrick, 1888
- Elachista melina Kaila, 2011
- Elachista menura Kaila, 2011
- Elachista merimnaea Meyrick, 1920
- Elachista merista Kaila, 2011
- Elachista metallica Parenti, 1981
- Elachista metallifera Lower, 1908
- Elachista metella Kaila, 2002
- Elachista micalis Kaila, 2011
- Elachista microdigitata Parenti, 1983
- Elachista minor Sruoga, 2022
- Elachista minuta Parenti, 2003
- Elachista miriella Kaila, 1999
- Elachista miscanthi Parenti, 1983
- Elachista modesta Parenti, 1978
- Elachista mongolica Parenti, 1991
- Elachista morandinii Huemer & Kaila, 2002
- Elachista moroccoensis Traugott-Olsen, 1992
- Elachista morwenella Kaila, 1999
- Elachista multidentella Sinev & Sruoga, 1995
- Elachista multipunctata Sruoga, 1990
- Elachista mundula Kaila, 2011
- Elachista mus Parenti, 1981
- Elachista mutarata Kaila, 2011
- Elachista mystropa Kaila, 2011
- Elachista napaea Philpott, 1930
- Elachista narynella Kaila, 2015
- Elachista neapolisella Traugott-Olsen, 1985
- Elachista nearcha Meyrick, 1910
- Elachista nedaella Traugott-Olsen, 1985
- Elachista neithanella Kaila, 1999
- Elachista nepalensis Traugott-Olsen, 1999
- Elachista nevadella Traugott-Olsen, 2000
- Elachista nevadensis Parenti, 1978
- Elachista nielsencommelinae Kaila, 2011
- Elachista nielswolffi Svensson, 1976, Bryngräsmal
- Elachista nienorella Kaila, 1999
- Elachista nigriciliae Sugisima, 2005
- Elachista nigrothoracella Sinev & Sruoga, 1995
- Elachista niphadophanes Meyrick, 1937
- Elachista nipponicella Sugisima, 2006
- Elachista nitensella Sinev & Sruoga, 1995
- Elachista nitidulella (Herrich-Schäffer, 1855)
- Elachista nobilella Zeller, 1839, Mindre silverpunktsgräsmal
- Elachista nodosae Kaila, 2011
- Elachista nolckeni Šulcs, 1992
- Elachista nozawana Sugisima, 2005
- Elachista nubila Kaila, 1997
- Elachista nucula Kaila, 1997
- Elachista nuraghella Amsel, 1952
- Elachista nymphaea Meyrick, 1911
- Elachista obliquella Stainton, 1854, Smalbandsgräsmal
- Elachista obscurella lanchard, 1852
- Elachista obtusella Sruoga, 2008
- Elachista occidentalis Frey, 1882, Torrängsgräsmal
- Elachista occulta Parenti, 1978
- Elachista ochroleuca Meyrick, 1923
- Elachista ochropunctosa Kaila, 2019
- Elachista ohridella Parenti, 2001
- Elachista olekarsholti Sruoga, 2021
- Elachista olgae (Sinev, 1992)
- Elachista olorinella Kaila, 1999
- Elachista olschwangi Kaila, 2003
- Elachista ombrodoca Meyrick, 1888
- Elachista opacella Sinev & Sruoga, 1995
- Elachista ophelma Kaila, 2011
- Elachista ophthalma Kaila, 2011
- Elachista opima Kaila, 2011
- Elachista oppositella Wocke, 1876
- Elachista optatella Sinev & Sruoga, 1995
- Elachista orba Meyrick, 1921
- Elachista orestella Braun, 1908
- Elachista orientella Sinev & Sruoga, 1995
- Elachista ornithopodella Frey, 1859, Fågelstarrsgräsmal
- Elachista orstadii Palm, 1943, Backgräsmal
- Elachista oryx Sruoga & Kaila, 2019
- Elachista ossuaria Kaila, 1997
- Elachista oukaimedenensis Traugott-Olsen, 1988
- Elachista oxycrates Meyrick, 1932
- Elachista ozeini Parenti, 2004
- Elachista pallens (Sruoga, 1990)
- Elachista paracollitella Nel & Varenne, 2016
- Elachista paragangabella Sugisima, 2005
- Elachista paragauda Kaila, 2011
- Elachista parentii Kaila, 2019
- Elachista parvula Parenti, 1978
- Elachista paryphoea Kaila, 2011
- Elachista passerini Traugott-Olsen, 1996
- Elachista patania Kaila, 2011
- Elachista patersoniae Kaila, 2011
- Elachista patriodoxa Meyrick, 1932
- Elachista pelaena Kaila, 1996
- Elachista pellineni Sruoga & Kaila, 2019
- Elachista peridiola Kaila, 2011
- Elachista perniva Kaila, 1997
- Elachista perona Kaila, 2018
- Elachista petalistis Meyrick, 1932
- Elachista phalaridis Parenti, 1983
- Elachista pharetra Kaila, 2011
- Elachista phascola Kaila, 2011
- Elachista phiala Sruoga, 2010
- Elachista phichaiensis Sruoga & Kaila, 2019
- Elachista phragmitella Sruoga, 1992
- Elachista physalodes Kaila, 2011
- Elachista picroleuca (Meyrick, 1921)
- Elachista pigerella (Herrich-Schäffer, 1854)
- Elachista plagiaula (Meyrick, 1938)
- Elachista planca Sruoga & De Prins, 2009
- Elachista planicara Kaila, 1998
- Elachista platamodes Kaila, 2018
- Elachista platina Kaila, 2011
- Elachista platysma Kaila, 2011
- Elachista poae Stainton, 1855, Mannagräsmal
- Elachista polliae Kaila, 2011
- Elachista pollinariella Zeller, 1839, Pollengräsmal
- Elachista pollutella Duponchel, 1844
- Elachista pollutissima Staudinger, 1880
- Elachista pomerana Frey, 1870, Sumpgräsmal
- Elachista praelineata Braun, 1915
- Elachista praestans Kaila, 2015
- Elachista pravella Sinev & Sruoga, 1995
- Elachista prolatella Kaila, 2011
- Elachista propera Kaila, 2011
- Elachista protensa Kaila, 2011
- Elachista pullicomella Zeller, 1839, Svart vitspetsgräsmal
- Elachista pumila (Dugdale, 1971)
- Elachista puplesisi Sruoga, 2000
- Elachista purissima Braun, 1948
- Elachista pusilla Frey & Boll, 1876
- Elachista pusillella Sinev & Sruoga, 1995
- Elachista putris Meyrick, 1923
- Elachista pyrrha Kaila, 1996
- Elachista quadrata Meyrick, 1932
- Elachista quadripunctella (Hübner, 1825), Fyrpunktsgräsmal
- Elachista radiantella Braun, 1922
- Elachista ragnorella Kaila, 1999
- Elachista ravella Kaila, 2011
- Elachista regificella Sircom, 1849
- Elachista repanda Kaila, 2011
- Elachista revinctella Zeller, 1850
- Elachista rhomboidea Kaila, 2011
- Elachista rianella Kaila, 1999
- Elachista ribentella Kaila & Varalda, 2004
- Elachista ripai Kaila, 2015
- Elachista ripula Kaila, 1998, Polargräsmal
- Elachista rubella Blanchard, 1852
- Elachista rubiginosae Kaila, 2011
- Elachista rudectella Stainton, 1849
- Elachista rudicula Kaila, 2011
- Elachista rufella Sinev & Sruoga, 1995
- Elachista rufocinerea (Haworth, 1828)
- Elachista ruscella Kaila, 2011
- Elachista rutjani Kaila, 2011
- Elachista saarelai Kaila & Sippola, 2010, Öselgräsmal
- Elachista sabulella Kaila, 1997
- Elachista saccharella (Busck, 1934)
- Elachista sagara Kaila, 2017
- Elachista sagittifera Philpott, 1927
- Elachista sagittiferella Sinev & Sruoga, 1995
- Elachista salinaris Braun, 1925
- Elachista sandaraca Kaila, 2011
- Elachista sapphirella Kaila, 2011
- Elachista sarota Kaila, 2011
- Elachista sasae Sinev & Sruoga, 1995
- Elachista scalpra Kaila, 2018
- Elachista scirpi Stainton, 1887, Havssävsgräsmal
- Elachista scitula Kaila, 2011
- Elachista scobifera Kaila, 1997
- Elachista scopulina Kaila, 2011
- Elachista scoteina Kaila, 2017
- Elachista sebastella Kaila, 2015
- Elachista seductilis Kaila, 2011
- Elachista semnani Parenti, 1981
- Elachista semophanta Meyrick, 1914
- Elachista serindella Kaila, 1999
- Elachista serra Kaila, 1996
- Elachista serricornis Stainton, 1854, Mindre kärrgräsmal
- Elachista siamensis Sruoga & Kaila, 2019
- Elachista sicula Parenti, 1978
- Elachista similis Sugisima, 2005
- Elachista simplimorphella Sinev & Sruoga, 1995
- Elachista simulans Sruoga, 2022
- Elachista sincera Braun, 1925
- Elachista sinevi (Sruoga, 1992)
- Elachista sitibunda Kaila, 2015
- Elachista slivenica Kaila, 2007
- Elachista sobiella Kaila, 2015
- Elachista solena (Bradley, 1974)
- Elachista solitaria Braun, 1922
- Elachista sparsula Meyrick, 1921
- Elachista spathacea Kaila, 2011
- Elachista spatiosa Braun, 1948
- Elachista sphaerella Kaila, 2011
- Elachista spiculifera Meyrick, 1922
- Elachista spinipyra Kaila, 2018
- Elachista spinodora Kaila, 2011
- Elachista spongicola Kaila, 2011
- Elachista spumella Caradja, 1920
- Elachista squamosella (Duponchel, 1843)
- Elachista stabilella Stainton, 1858, Havsängsgräsmal
- Elachista staintonella Chambers, 1878
- Elachista stelviella Amsel, 1932, Nordgräsmal
- Elachista stenopterella Rebel & Zerny, 1931
- Elachista stichospora Meyrick, 1932
- Elachista stictifica Kaila, 2011
- Elachista stonisi Sruoga & Havelka, 2023
- Elachista stramineola Braun, 1921
- Elachista strenua Kaila, 2011
- Elachista strepens Meyrick, 1922
- Elachista suavella Kaila, 1999
- Elachista subalbidella Schläger, 1847, Gul gräsmal
- Elachista subcollitella Traugott-Olsen
- Elachista subnigrella Douglas, 1853, Halvsvart gräsmal
- Elachista subocellea Stephens, 1834, Halvögongräsmal
- Elachista subula Parenti, 1991
- Elachista suffusca Sruoga & Sinev, 2017
- Elachista sulcsiella Savenkov, 2013
- Elachista sutteri Kaila & Junnilainen, 2002
- Elachista sylvestris Braun, 1920
- Elachista symmorpha Braun, 1948
- Elachista synethes Meyrick, 1897
- Elachista synopla Braun, 1948
- Elachista syntomella Kaila, 2011
- Elachista szocsi Parenti, 1978
- Elachista tabghaella Amsel, 1935
- Elachista talgarella Kaila, 1992
- Elachista tanaella Aarvik & Berggren, 2004, Tanagräsmal
- Elachista tauronella Kaila, 1999
- Elachista telcharella Kaila, 1999
- Elachista telerella Kaila, 1999
- Elachista tengstromi Kaila, Bengtsson, Šulcs & Junnilainen, 2001. Skogsfrylegräsmal
- Elachista tephrina Kaila, 2015
- Elachista tersectella Zeller, 1877
- Elachista tersella Sinev & Sruoga, 1995
- Elachista teruelensis Traugott-Olsen, 1990
- Elachista tetragonella Herrich-Schäffer, 1855, Lundstarrsgräsmal
- Elachista tetraquetri Kaila, 2011
- Elachista thallophora Meyrick, 1888
- Elachista thelma Kaila, 1997
- Elachista tinctella Sinev & Sruoga, 1995
- Elachista titanella Kaila & Jalava, 1994
- Elachista toralis Kaila, 2011
- Elachista toryna Kaila, 2011
- Elachista totalbella Chrétien, 1908
- Elachista trapeziella Stainton, 1851, Trapetsgräsmal
- Elachista triangulifera Kaila, 1997
- Elachista triatomea Haworth, 1828, Trepunktsgräsmal
- Elachista tribertiella Traugott-Olsen, 1985
- Elachista trifasciata (Wollaston, 1879)
- Elachista triseriatella Stainton, 1854
- Elachista trulla Kaila, 2011
- Elachista tuba Kaila, 2015
- Elachista tuberella Sruoga, 2008
- Elachista tubghaella Amsel, 1935
- Elachista tuorella Kaila, 1999
- Elachista turgonella Kaila, 1999
- Elachista turinella Kaila, 1999
- Elachista turkensis Traugott-Olsen, 1990
- Elachista unicornis Parenti, 1991
- Elachista unifasciella (Haworth, 1828), Bokskogsgräsmal
- Elachista uniolae Kaila, 1999
- Elachista utonella Frey, 1856, Grusstarrsgräsmal
- Elachista vakshi (Sruoga, 1992)
- Elachista vartianae Parenti, 1981
- Elachista vasrana Kaila, 2000
- Elachista vastata Meyrick, 1932
- Elachista vegliae Parenti, 1978
- Elachista velox Kaila, 2011
- Elachista velutina Kaila, 2011
- Elachista versicolora Kaila, 2007
- Elachista veruta Kaila, 2008
- Elachista vespertina Kaila, 2017
- Elachista vinlandica Kaila, 1996
- Elachista virgatula Kaila, 1997
- Elachista vitellina Kaila, 2011
- Elachista vonschantzi Svensson, 1976, Kustgräsmal
- Elachista vulcana Kaila, 2011
- Elachista vulturna Kaila, 2015
- Elachista watti Philpott, 1924
- Elachista wieseriella Huemer, 2000
- Elachista zabella Chrétien, 1908
- Elachista zeta Kaila, 2011
- Elachista zonulae (Sruoga, 1992)
- Elachista zophosema (Turner, 1947)

## Bildgalleri

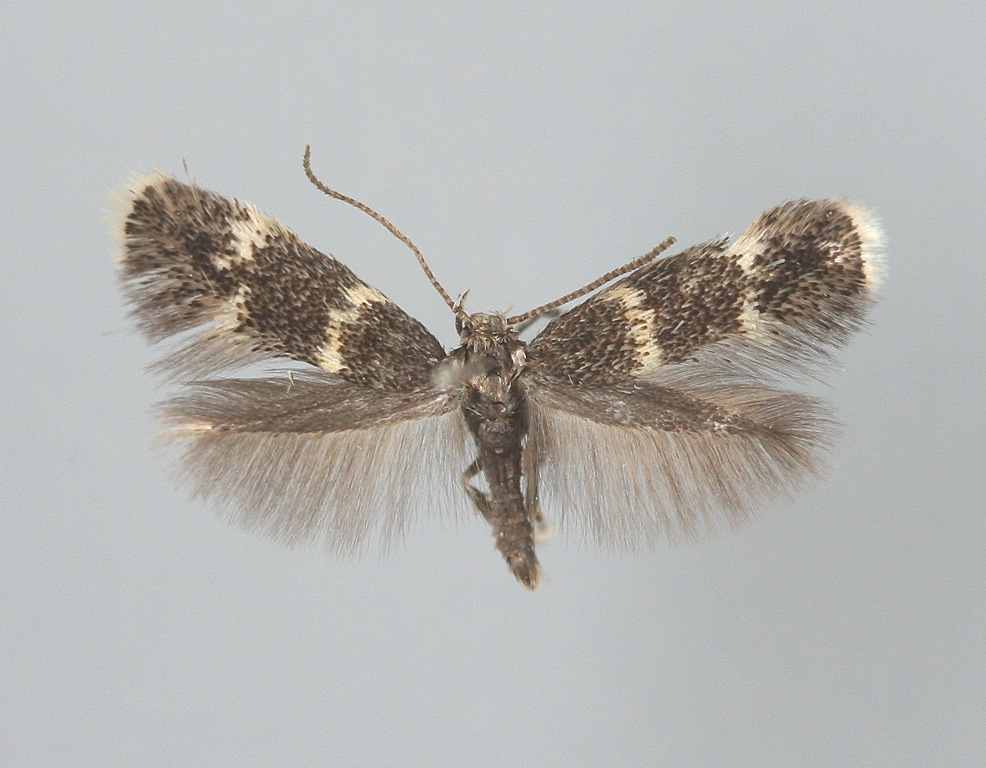
Svart vitspetsgräsmal Elachista pullicomella
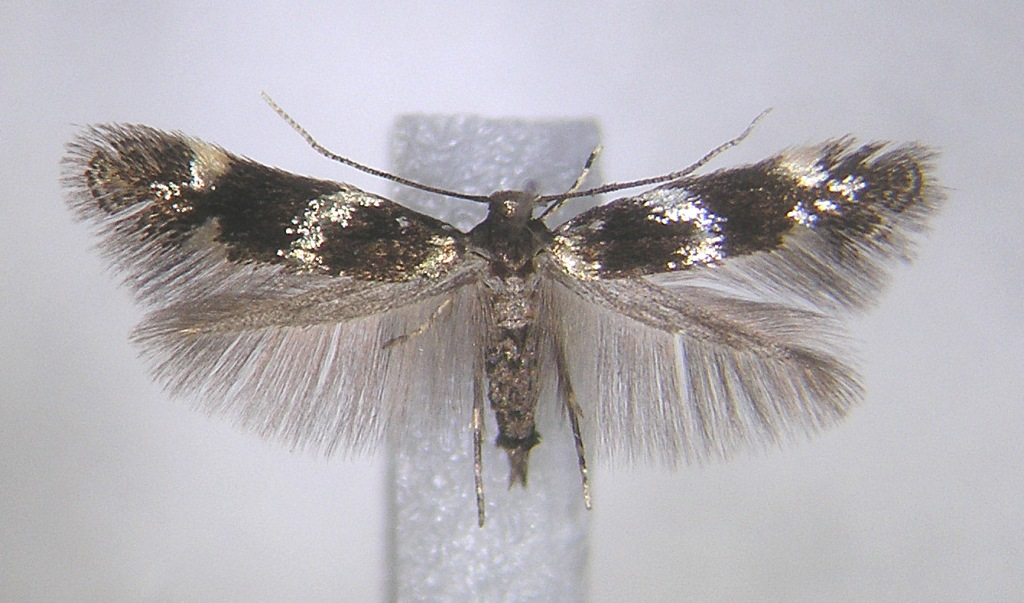
Större silverpunktsgräsmal Elachista apicipunctella
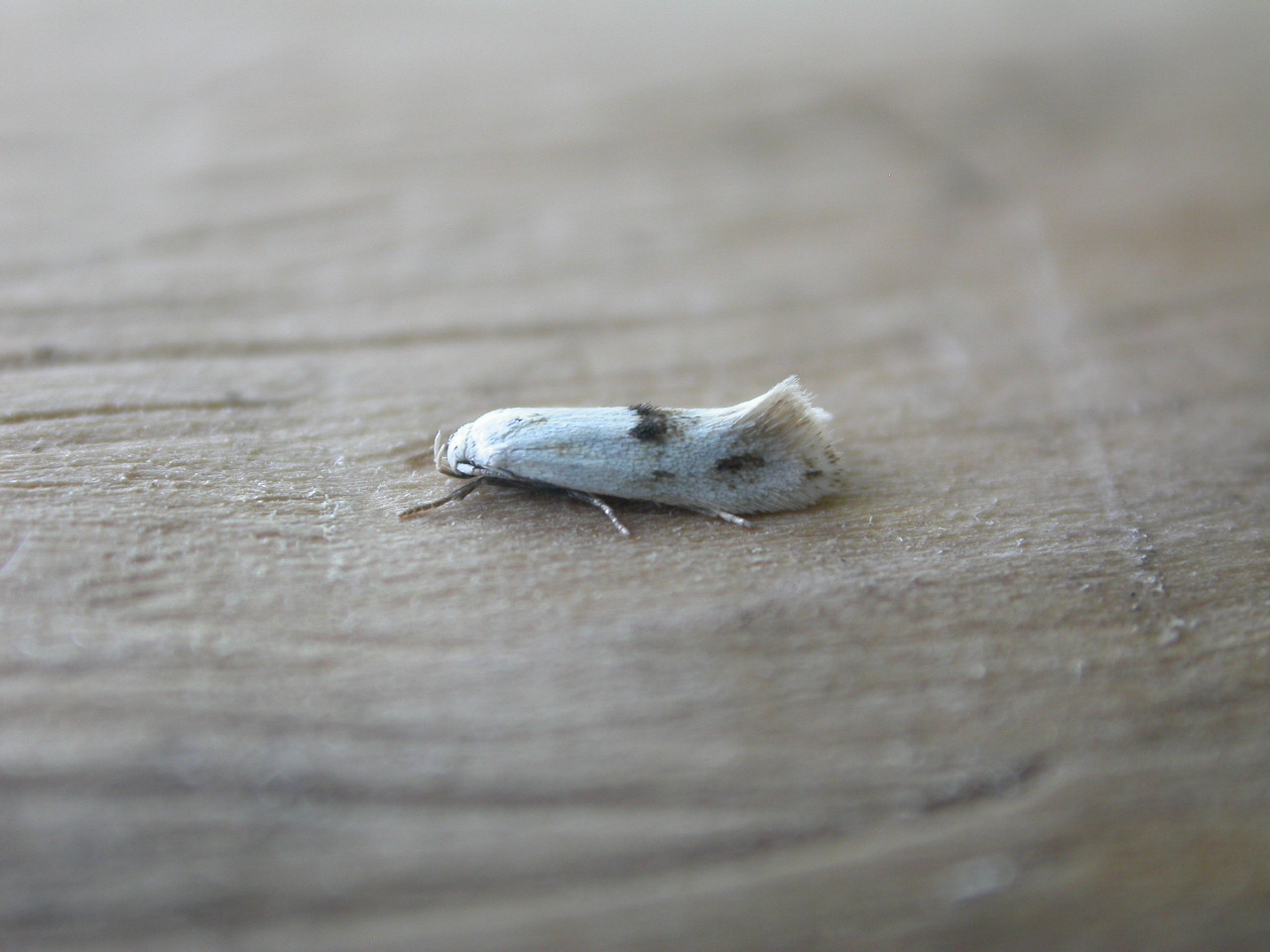
Rörflensgräsmal Elachista maculicerusella
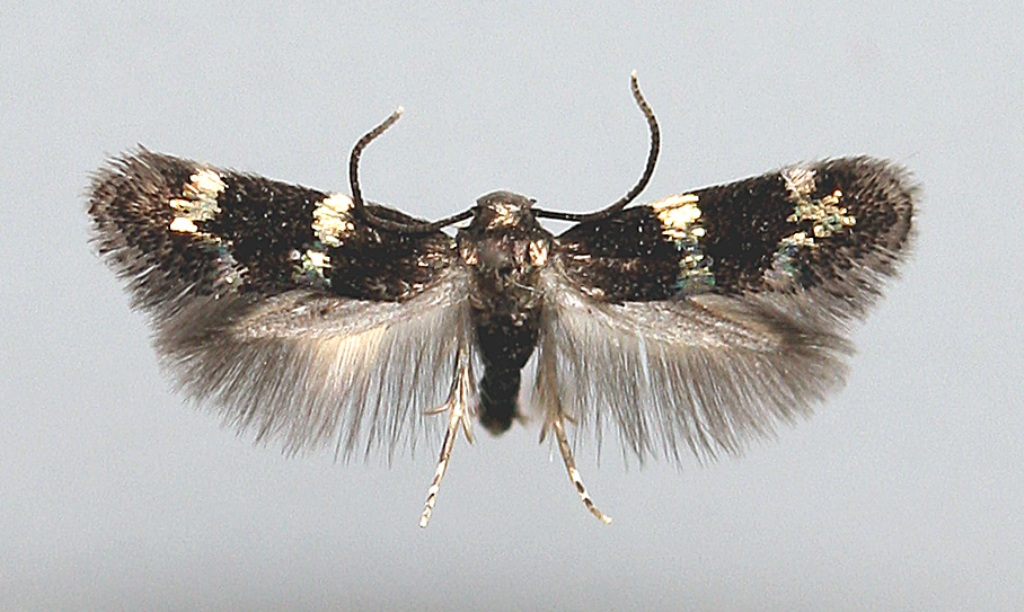
Glänsande frylegräsmal Elachista gleichenella
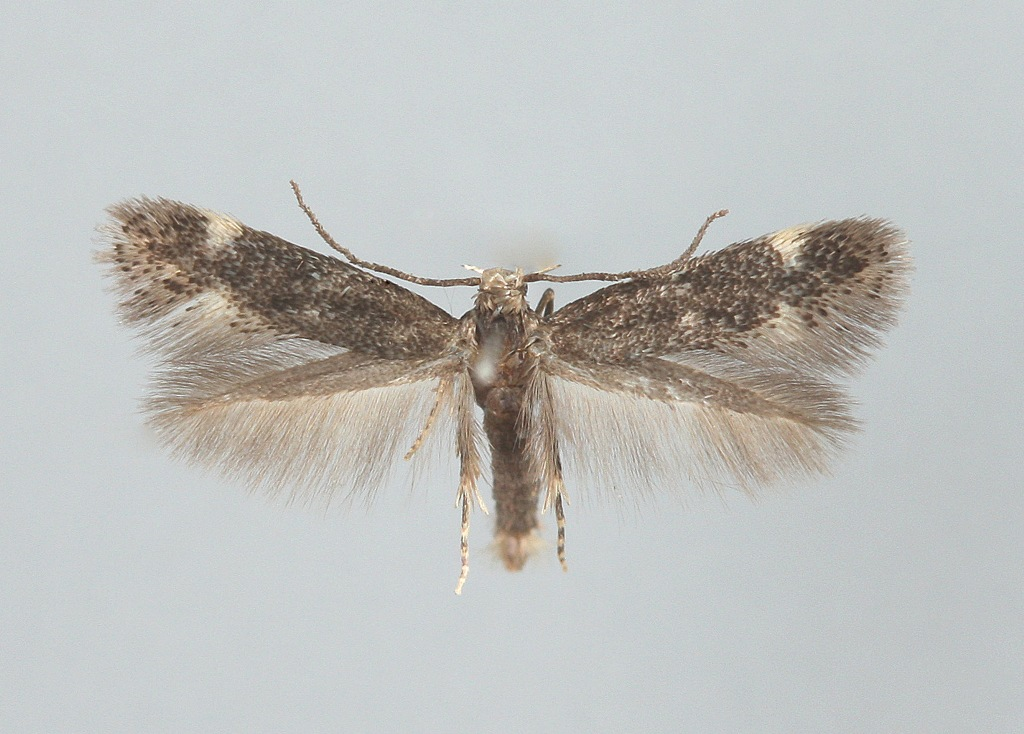
Tuvtåtelsgräsmal Elachista humilis
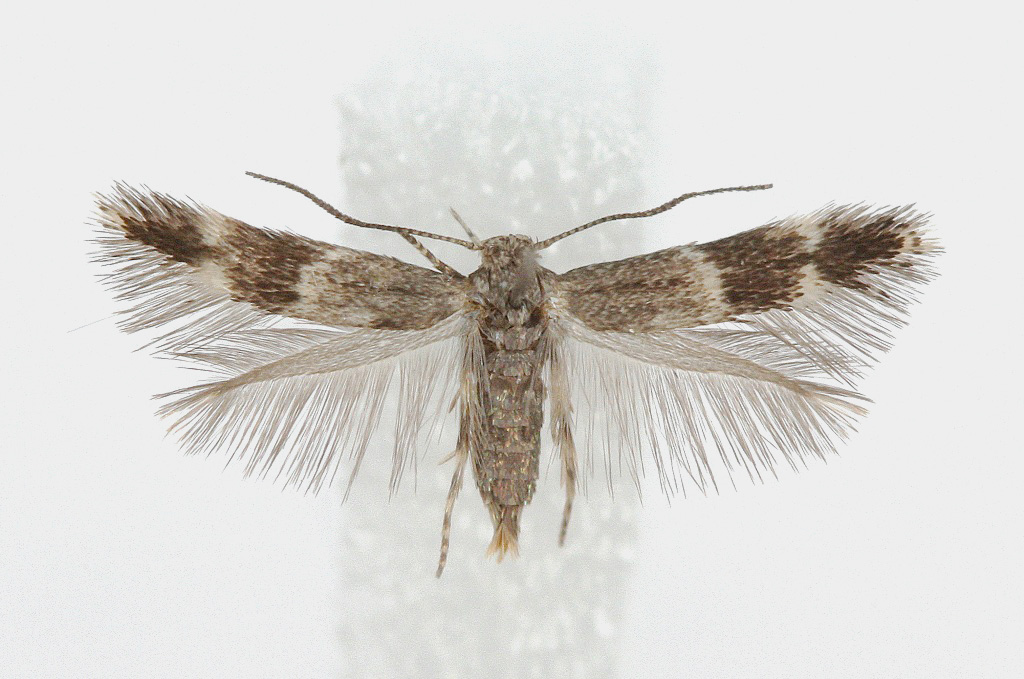
Kruståtelsgräsmal Elachista exactella (hona)